# Ricardo Machado
Ricardo Jorge Tavares Machado, noto semplicemente come Ricardo Machado (Vila Nova de Gaia, 13 settembre 1988), è un calciatore portoghese, difensore del Florgrade.

## Palmarès

### Club

#### Competizioni nazionali
- Coppa del Re dei Campioni: 1

Al-Taawoun: 2019